# Khutar
Khutar é uma cidade e uma nagar panchayat no distrito de Shahjahanpur, no estado indiano de Uttar Pradesh.

## Geografia
Khutar está localizada a 28° 12′ N, 80° 17′ L. Tem uma altitude média de 162 metros (531 pés).

## Demografia
Segundo o censo de 2001, Khutar tinha uma população de 14,219 habitantes. Os indivíduos do sexo masculino constituem 53% da população e os do sexo feminino 47%. Khutar tem uma taxa de literacia de 51%, inferior à média nacional de 59.5%: a literacia no sexo masculino é de 60% e no sexo feminino é de 40%. Em Khutar, 18% da população está abaixo dos 6 anos de idade.